# Acer taurocursum
Acer taurocursum é uma espécie de árvore do gênero Acer, pertencente à família Aceraceae.